# Graciano (uva)

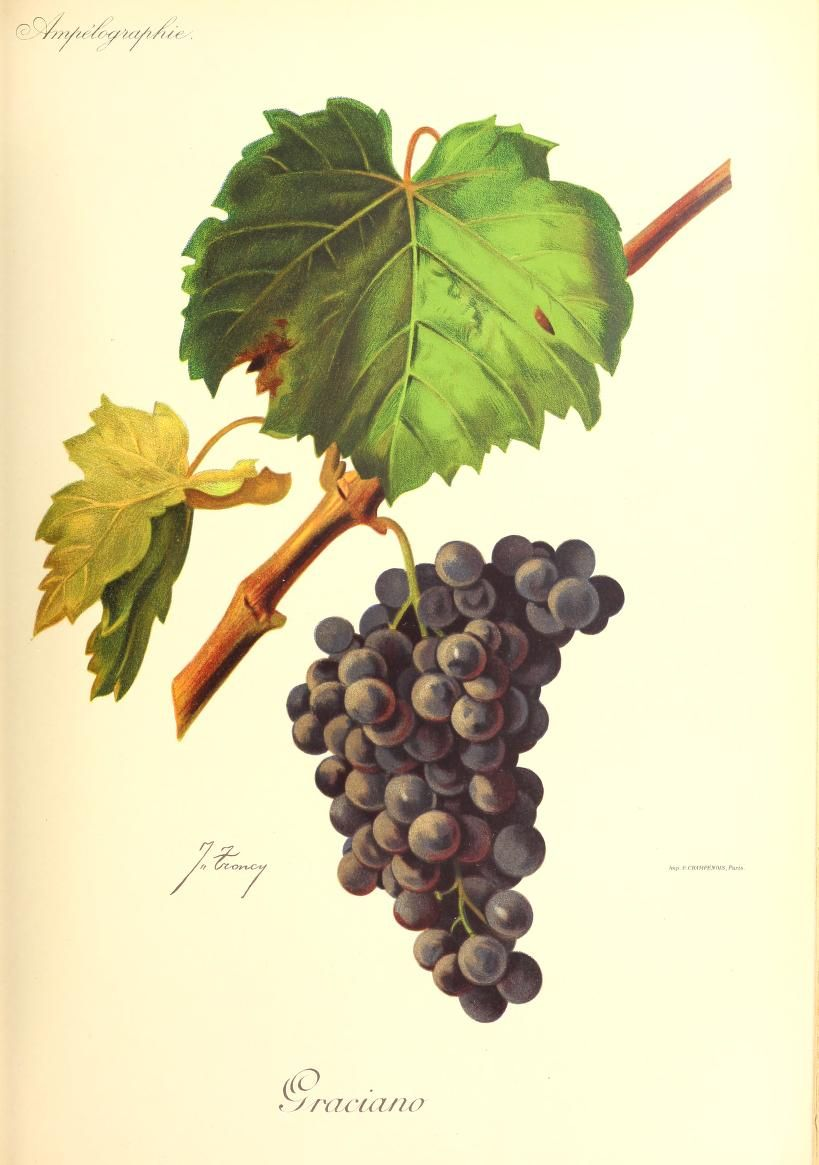
Dibujo de la graciano en un volumen de Viala & Vermorel.

La graciano es una variedad de uva (vitis vinífera) tinta española. Su uso es habitual en los vinos gran reserva de La Rioja y Navarra. En Andalucía se la conoce como tintilla de Rota. El vino rotulado como Tintilla de Rota ha sido muy popular en la provincia de Cádiz y hasta el año 2000 no se supo con certeza que esa uva era idéntica a la graciano.

## Características
Es una uva de poco rendimiento, por lo que no es muy abundante, cultivándose en el mismo viñedo con otras variedades. Prospera en climas áridos y cálidos. La vid produce una baja cantidad de bayas, delicadamente aromatizadas, que suelen ser vendimiadas a finales de octubre.
El racimo tiene dos hombros cilíndricos cortos. Sus bayas son de tamaño pequeño y forma redonda. Tienen la pulpa dura e incolora. El color de su piel es muy oscuro. Presenta una gran resistencia a las enfermedades.

## Origen y extensión

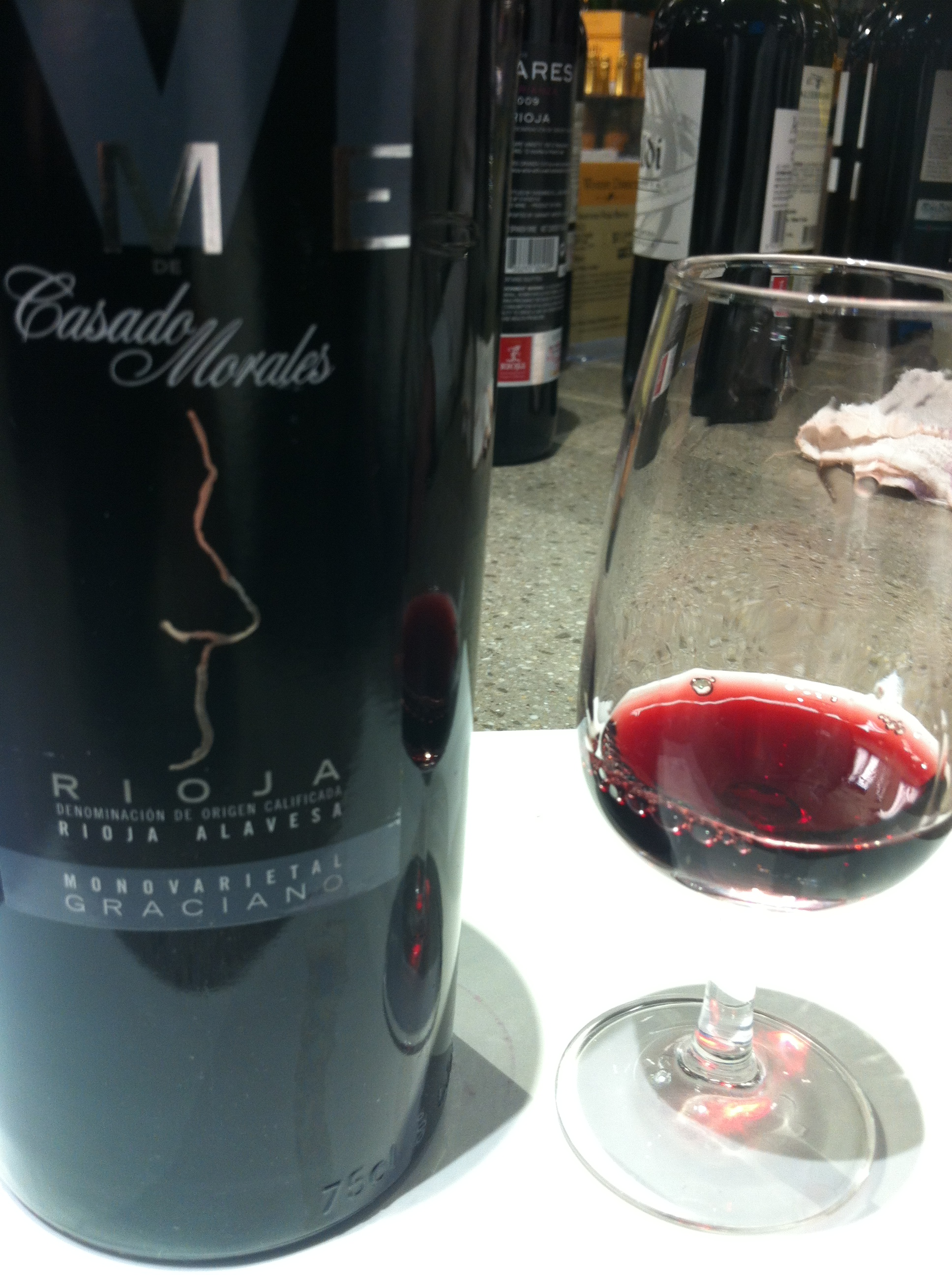
Un vino varietal de graciano de La Rioja.

El origen de la graciano es incierto, pero se cree que apareció en La Rioja. Forma parte de los ensamblajes de vinos gran reserva de las denominaciones de origen Rioja y Navarra.
En España produce bajas cosechas, pero es un componente clave de los grandes reservas de Rioja y Navarra, aportando estructura y potencial para envejecer. En la DOC Rioja, 395 hectáreas (0,7%) están plantadas con esta variedad. Las Bodegas Viña Ijalba producen un único varietal, en un estilo de vino joven. Según la Orden APA/1819/2007, la uva graciano es una variedad vinífera recomendada en las comunidades autónomas de Navarra, País Vasco y La Rioja, mientras que está autorizada en Andalucía (también como tintilla de Rota), Cantabria, Castilla-La Mancha, Castilla y León, Extremadura y Comunidad Valenciana.
Esta casta se cultiva en el Languedoc-Rosellón como morastel o courouillade.
En Australia, para añadirle confusión, graciano se usa como sinónimo de mourvèdre/mataró.
En California a la uva graciano se la conoce con el nombre de «xeres».

## Vinos
El vino que esta uva produce se caracteriza por su intenso color rojo, una importante acidez, un fuerte aroma y una gran capacidad para envejecer correctamente. Su capacidad para mejorar durante la crianza lo ha hecho muy apto para elaborar vinos gran reserva riojanos y navarros. Sus aromas, peculiares y agradables, aportan finura a los vinos de mezcla que contienen esta variedad.

## Sinónimos
En el año 2000 el Instituto Madrileño de Investigación Agraria y Alimentaria (IMIDRA) realizó un amplio estudio sobre las variedades de uvas españolas con una metodología similar a los realizados por Carole Meredith en la Universidad de California en Davis. Este estudio demostró que la graciano de Rioja, la parraleta del Somontano y la tintilla de Rota son la misma variedad de uva.
Otros sinónimos de la graciano son: bastardo nero, bastard negre, bois dur, bordelais, cagliunari, cagnonale, cagnovali nero, cagnulari, cagnulari bastardo, cagnulari sardo, cagnulatu, caldareddu, caldarello, cargo muol, courouillade, courouillade, couthurier, drug, graciana, graciano tinto, grosse negrette, jerusano, karis, marastel, matarou, minostello, minustello, monastel, monestaou, morastel, morestel, mourastel, perpignan, perpignanou bois dur, plant de ledenon, tinta do padre Antonio, tinta miuda, tintilla, uva cagnelata, xeres, xerez, zinzillosa, cendrón, tanat gris, tinta miúda y tinta do padre António.